# 日系集団地巡回診療
日系集団地巡回診療（にっけいしゅうだんちじゅんかいしんりょう）とは日本人及び日系人が開拓した又は集団で居住している地域を巡回して医療サービスを行う事業のことである。

## 概要
基本的には日本人もしくは日系人の医師が日本人及び日系人が集団で住んでいる地域へ出向いて診察を行う事業である。医師以外のスタッフ（看護師、臨床検査技師等）と診察以外の行為（薬の配布、臨床検査等）は時代によって大きく異なるが、どの時代でも日本語での診察が行われた。また、現在は非日系人へのポルトガル語での診察も行っている。

## 歴史

### 戦前
1924年、在ブラジル日本人同仁会（略称：同仁会）という医療機関が組織され、無医村状態であったブラジル僻地の日本人開拓地を巡回慰問し、衛生書の配布や講習会を実施して、現地での衛生知識の向上を図った。これが後に巡回診療事業へと発展した。
日本とは気候も風土も異なるブラジル奥地の開拓では様々な風土病を患う日本移民が多かった。1925～26年、同仁会が巡回したサンパウロ州オウリニョス市及びパラナ州北部の日本人開拓地では日本移民164家族の内144家族がマラリア患者を抱えており、罹患者552人の内44人が死亡している。また、同年に鉄道ノロエステ線及びパウリスタ線沿いを調査した結果、日本人1319人の内760人がマラリアに罹病していた。マラリアの次に被害が大きかったのはトラホームで、サンパウロ州奥地のビリグイ市では検診された児童の80.8％が罹病しており、同じサンパウロ州奥地のグァランタン地区では98％の罹病率であった。十二指腸虫や回虫の感染率も高く、1931年に十二指腸虫撲滅運動を行った際、65％の日本移民が罹患していた。
この状況に対処するため、鉄道駅や医師がいる所より20キロ以上離れた地域へ薬の無料配布もしくは実費販売を行い、各地でトラホームの検診と撲滅講習会を開催した。受講生は主に日本人開拓地の小学校教師から希望者を募り、講習を受けた人が開拓地へ戻り実際の治療に当たれるように養成した。他にも種痘と腸チフスのワクチンの無料配布、毒蛇の抗血清の配布等も行っていた。

### 戦後
1952年、ブラジルへの日本人の移住が再開され、僻地を開拓する日本移民の数が増えるにつれ、巡回診療の需要は激増した。日本国総領事館へ巡回診療への助成金が申請された結果、1960年以降に日本海外協会連合会（略称：海協連）を通じて予算が出るようになった。これは海協連が推進していたブラジルへの日本人移住計画には移民を定着させるためのアフターケアが必要だったのと、海協連サンパウロ支部長の大沢大作の支援と協力によるところが大きい。以後、日本移民援護協会（略称：援協）が受託事業として協力するようになり、1965年からは全面委託を受けた援協が主体となって行うようになった。
初期の戦後巡回診療には細江静男、武田義信、木原暢、今田求、古娘杏の5名の医師が従事し、ブラジル北部のマラニョン州から最南端の南大河州まで127地区を巡回し、合計4,000人以上を診察した。また、ブラジルとの国境付近にあったパラグアイの日本人移住地も訪問し、診療を行っている。当初は巡回専用車がなく、汽車やバスを乗り継いでの旅であった。巡回診療中、参加者は本業を休むため収入がなく、経済的な負担も少なくなかった。
後に巡回診療専用車を使用して日本人移住地を巡るようになったが、60年代・70年代のブラジル奥地の日本人開拓地へ向かうには両脇に原始林が広がる舗装されてない道路を通る場合もあり、車には診療に使う医療機器や薬以外にも様々な道具（車が泥にはまった時の救出用の長柄の鍬と牽引用のロープ、道に倒木があった場合に使用する斧、山道を切り開く鉈、野営を想定した缶詰等の食料品、燃料補給ができない長距離用の予備のドラム缶入りガソリン等）を積んで出発した。
アマゾン地域をはじめブラジル奥地の無医村地帯を開拓する移民は熱帯の病に侵される恐怖や思わぬ闘病生活を送らざる得ず、そんな異郷の地において日本語で診療を受けられる巡回診療の来訪は期待され、待ち焦がれられていた。巡回診療は開拓地の日本人会の会館もしくは有力者の家屋の一室を借りて実施された。診察は早朝から始まり、終了後は患者の病状報告と治療法の指導を行い、一般には予防医学と衛生知識を普及を目的とした講演会や座談会が開催された。さらに薬の入手が困難な僻地で安価もしくは無料で投薬を行っていた。また、営農相談や人生相談を受けることもあり、医療以外にも、持参した発電機を使用して映画を上映したり、日本や日系社会から寄贈された雑誌を配布し、娯楽の乏しい開拓地の人々の生活に潤いを与えていた。
当初は戦前から活躍していた同仁会の医師達（細江静男、武田義信、木原暢、今田求）の熱意と献身で巡回診療は行なわれていたが、医師達の世代交代も進み、日本への医学研修を終えた日系の若手医師達も巡回診療に加わるようになった。また、聴診器1本で始まった巡回診療の装備、次第に強化され、臨床検査、心電図、眼科検査、超音波検査、胃カメラ等の医療機器を備えるようになった。

## 参考書籍
- 田中慎二：『援協四十年史』（サンパウロ日伯援護協会、1999年）
- 赤木数成、林慎太郎 『援協五十年史』（サンパウロ日伯援護協会、2010年）